# Gil de Medina

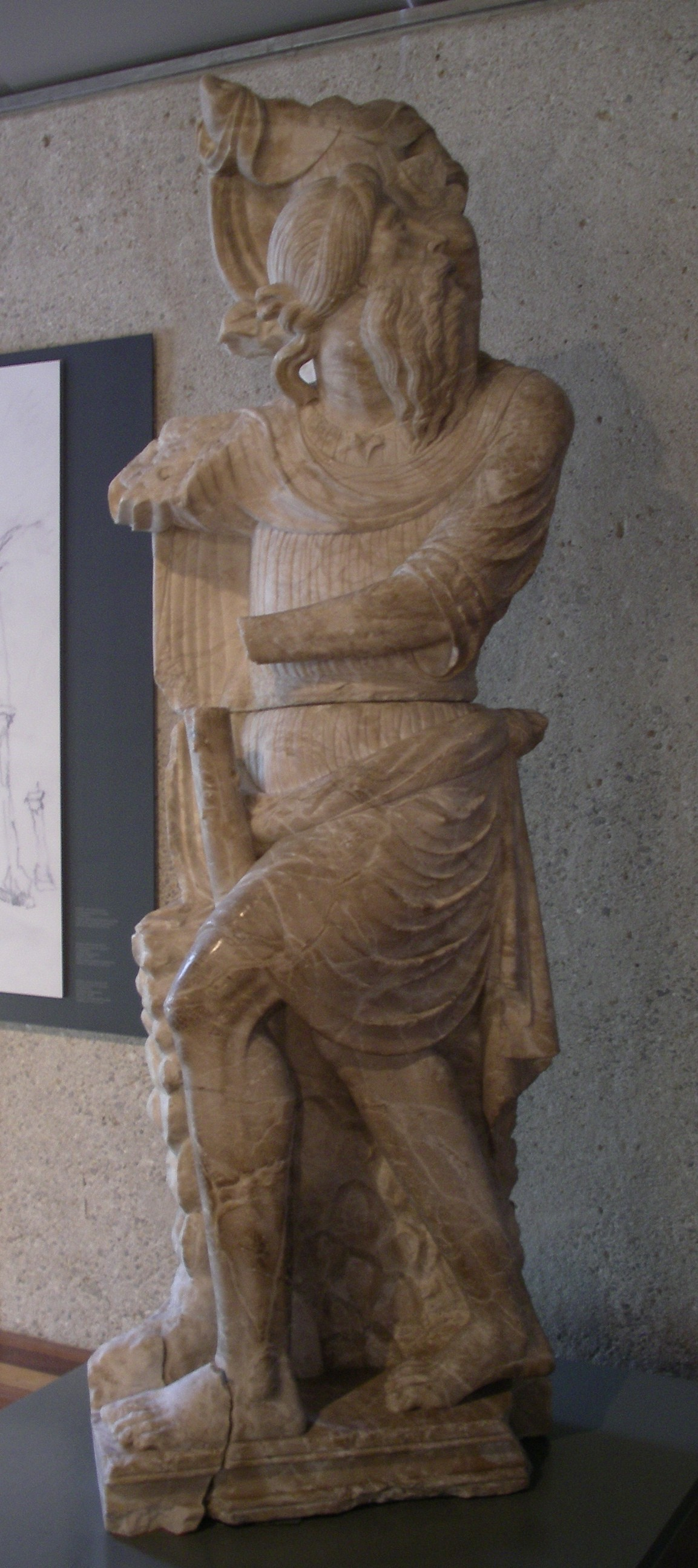
Sant Cristòfol de Gil de Medina (Barcelona, Museu Diocesà)

Gil de Medina va ser un escultor del segle xvi que, tot i ser d'origen castellà, va residir i treballar al poble de Sarral (Conca de Barberà).
Per encàrrec de la Generalitat de Catalunya va fer les columnes del Pati dels Tarongers del Palau de la Generalitat de Catalunya, exemple pur de la influència del Renaixement florentí (1537-47). Treballà també a Perpinyà i és autor de les imatges de la Mare de Déu i de Sant Cristòfol de la parròquia barcelonina de Sant Miquel.